# Saori Dubourg
Saori Dubourg (* 1971 in Augsburg) ist eine deutsche Managerin. Sie studierte von 1991 bis 1996 Strategisches Management und Industriegütermarketing an der Universität Trier. 1996 trat sie in die BASF ein, im Mai 2017 wurde sie dort Mitglied im Vorstand. Ende Februar 2023 verließ sie die Firma, mehr als zwei Jahre vor Ablauf ihres Vertrages, der 2019 bis zur Hauptversammlung 2025 verlängert worden war. Seit dem 1. März 2024 ist sie Vorstandsvorsitzende des österreichischen Kunst- und Schaumstoffunternehmens Greiner AG.

## Leben und Wirken
Dubourg ist die Tochter eines deutschen mittelständischen Unternehmers und einer japanischen Lehrerin. Ab 1991 studierte sie BWL mit den Schwerpunkten Strategisches Management und Industriegütermarketing an der Universität Trier und erhielt dort 1996 ihr Diplom.

### Tätigkeiten in der BASF
Saori Dubourg trat 1996 in die BASF ein. Nach Stationen in Ludwigshafen, Charlotte (USA) und Tokio (Japan) war sie ab 2001 in Singapur für das Faserbindungsgeschäft zuständig.
2004 übernahm Dubourg die Leitung Business Management Europe bei BASF in Ludwigshafen. Im Jahre 2008 wurde sie zuständig für die weltweite Führungskräfteentwicklung und leitete die Stabsstelle Diversity. Von 2009 bis 2013 war Dubourg für alle Funktions- und Länderbereiche in der Region Asien-Pazifik mit Sitz in Hongkong zuständig. Anschließend übernahm sie die BASF-Sparte Nutrition and Health bis 2017.
Ab 2017 war sie als Mitglied des Vorstands der BASF für die Bereiche Pflanzenschutz, Bauchemie und Europa, die BASF-Forschungseinheit Bioscience Research sowie das Startup trinamiX verantwortlich. Zusätzlich leitet sie für BASF das Nachhaltigkeitsboard.
Im Jahr 2018 war Dubourg für die Akquisition der Saatgutsparte des Chemiekonzerns Bayer für 7,6 Milliarden Euro zuständig. Im Jahr 2019 war sie federführend bei den Verhandlungen zur Veräußerung des Bauchemiegeschäfts, das für mehr als 3 Milliarden Euro an Lone Star ging.
2020 kam die Sparte Nutrition and Health und Care Chemicals zu ihrem Verantwortungsbereich hinzu. Dubourg war von 1. Juli 2020 bis Ende Februar 2022 im Vorstand für Agricultural Solutions, Nutrition & Health und Care Chemicals zuständig. Ab März 2022 verantwortete sie die Bereiche Monomere und Performance Materials und Petrochemicals sowie Intermediates. Die Region Europa, das Startup trinamiX sowie das BASF Corporate Sustainability Board gehörten weiterhin zu ihrem Zuständigkeitsbereich.
Am 22. Februar 2023 informierte BASF über das vorzeitige Ausscheiden Saori Dubourgs zum Ende Februar 2023, mehr als zwei Jahre vor Ablauf ihres Vertrages, ohne dafür Gründe zu nennen. Presseberichte sahen diese in ihrer kritischen Haltung zu den Expansionsplänen der Firma in China, wegen der sie im Vorstand isoliert gewesen sei.

### Vorstandsvorsitz bei der Greiner AG
Zum 1. März 2024 übernahm Dubourg den Vorstandsvorsitz des österreichischen Kunst- und Schaumstoffunternehmens Greiner AG.

### Weitere Tätigkeiten
Sie war Mitglied der High Level Industrial-Gruppe der EU-Kommission und wirkte gemeinsam mit weiteren Experten an einem Visionspapier für Europa 2030 mit. Seit 2020 ist Saori Dubourg Mitglied im Rat für nachhaltige Entwicklung, der die Bundesregierung berät.
Dubourg leitet den Lenkungsausschuss der Value Balancing Alliance, den sie im Juni 2019 mit Partnern gegründet hatte. Ziel der Allianz ist es, die Gesamtleistung des Unternehmens nicht nur nach Profit, sondern auch nach den monetarisierten Sozial- und Umweltbeiträgen auszuweisen. Die unter der Schirmherrschaft der OECD laufende Allianz wurde 2020 von der EU-Kommission mit der Erarbeitung von allgemein akzeptierten Buchhaltungsregeln (E-GAAP) im Rahmen des European Green Deals beauftragt.
Seit Juli 2021 ist Dubourg Mitglied des Lenkungsausschusses der Impact Taskforce, die unter der britischen G7-Präsidentschaft 2021 gegründet wurde.

## Tätigkeit in Aufsichtsräten
- Mitglied des Aufsichtsrats der Wintershall DEA (2019 bis März 2023[23])
- Mitglied des Aufsichtsrats der Rheinmetall AG seit Mai 2024[24]

## Tätigkeit in Gremien
- Mitglied im Rat für nachhaltige Entwicklung (RNE) der Bundesregierung (seit 2020)
- Mitglied des Lenkungsausschusses der G7 Impact Taskforce (seit 2021)
- Mitglied im Wittenberg-Zentrum für Globale Ethik[25] (seit 2021)
- Vizepräsidentin des Exekutivkomitees von CEFIC – European Chemical Industry Council (2017 bis 2020)
- Mitglied im Kuratorium der Bertelsmann Stiftung seit 1. Juli 2023[26]
- Mitglied des Advanced Materials Councils der EU Commission seit 2024

## Ehrenämter
- Beiratsmitglied im Universitätsrat der Universität Heidelberg (2018 bis 2023)
- Visiting Fellowship an der University of Oxford (seit 2021)
- Stellvertretende Vorsitzende des Vereins der Mannheimer Betriebswirtschaftslehre (2022 bis 2023)[27]

## Auszeichnungen
- 2017: Aufnahme in die Liste der 100 einflussreichsten Frauen der deutschen Wirtschaft des Manager Magazins[28]
- 2019: European Leadership Award in der Kategorie European Corporate Social Initiative of the Year[29]
- 2021: ICIS Sustainability Leader Award (2021)[30]
- 2021: Managerin des Jahres (Manager Magazin)[31]
- 2021: Managerin des Jahres (Handelsblatt)[32]
- 2024: Auszeichnung 'Leaders50' for the world most inspiring leaders (Thinkers50)

## Artikel
- Saori Dubourg: Werte als Währung, Forbes , 21. Oktober 2021
- Saori Dubourg: Green Deal – Chance für EU und Europa, VAA
- Saori Dubourg: Zukunft findet heute statt, Rhein-Neckar-Zeitung, 10. September 2021
- Saori Dubourg: Mehr Wert für unsere Zukunft, Linkedin.com, 25. April 2020
- Saori Dubourg: Gedanken für unsere Zukunft. Mehr miteinander, Linkedin.com, 3. April 2020
- Saori Dubourg: Eine Vision für die europäische Industrie im Jahre 2030, Linkedin.com, 12. Juli 2019
- Saori Dubourg: Der Zuversicht Mut geben, Linkedin.com, 15. Februar 2019